# Phyllocosmus sessiliflorus
Phyllocosmus sessiliflorus là một loài thực vật có hoa trong họ Ixonanthaceae. Loài này được Oliv. miêu tả khoa học đầu tiên năm 1868.